# Чаирска чесма
Чаирска чесма или „Римска чесма” се налази на Тргу краља Милана у Нишу и представљала је једини архитектонски споменик у централном делу града у периоду до пред почетак Другог светског рата.
Чесма је грађена од гранита са високим квадратним постољем у основи, на чијим странама из лављих чељусти избија вода. Питки неоренесасни стубови носе кровни покривач формирајући складну архитектонску целину чесме, израђене у неокласичистичком стилу.
Подигнута је 1903. године и постављена тргу краља Милана и уз њу је направљен сквер. Према запису на чесми, пројектант је био Јосиф Ринер, а каменорезац Вићенцо Kалитерна. Приликом реконструкције овог дела центра Ниша 1934—1935. године, у припремама за постављање Споменика ослободиоцима Ниша, премештена је у парк Чаир.
Због дугог боравка у Чаиру, у народу се одомаћио назив Чаирска чесма, да би 2007. године била враћена на трг краља Милана и пуштена у функцију.